# 1741 en droit
Cet article présente les faits marquants de l'année 1741 en droit.

## Événements
- Le hospodar Constantin Mavrocordato procède à une réforme fiscale en Valachie[1].

- 18 mai : traité de Nymphenburg (en) entre la France, l'Espagne et la Bavière[2].

- 5 juin : concordat entre la Savoie et le pape, qui restreint les prérogatives de l’Église dans le royaume[3].
- 8 juin : concordat entre Naples et le pape[4]. Les terres d’Église sont désormais soumises au régime fiscal général.
- 24 juin : traité d’alliance de Hanovre entre Marie-Thérèse et le roi George II de Grande-Bretagne.